# Campeonato manomanista 2001
La LVI edición del Campeonato manomanista, máxima competición de pelota vasca en la variante de pelota mano profesional de primera categoría, se disputó en el año 2002. Fue organizada conjuntamente por Asegarce y ASPE, las dos principales empresas dentro del ámbito profesional de la pelota mano.
En esta edición se pudo ver la última gran final entre los dos pelotaris que dominaron el mano a mano en el lustro precedente, Beloki y Eugi, que gracias al sistema de competición empleado esperaban rival en semifinales, en esta ocasión la victoria fue para el zaguero de Burlada. 

## Treintaidosavos
| Fecha    | Frontón y localidad   | Rojo        | Azul       | Tanteo |
| -------- | --------------------- | ----------- | ---------- | ------ |
| 01/04/02 | Adarraga, Logroño     | Berna       | González   | 22-05  |
| 01/04/02 | Astelena, Éibar       | Goñi III    | Imaz       | 22-11  |
| 23/03/02 | Madalensoro, Oyarzun  | Oliazola II | Koka       | 22-17  |
| 25/03/02 | Barakaldes, Baracaldo | Zearra      | Barriola   | 04-22  |
| 24/03/02 | ..., Sondica          | Agirre      | Patxi Ruiz | 22-12  |
| 24/03/02 | Labrit, Pamplona      | Olaizola I  | Errandonea | 15-22  |

## Dieciseisavos de final
| Fecha    | Frontón y localidad               | Rojo       | Azul        | Tanteo |
| -------- | --------------------------------- | ---------- | ----------- | ------ |
| 08/04/02 | Astelena, Éibar                   | Lasa III   | González    | 21-22  |
| 06/04/02 | Amorebieta IV, Amorebieta-Echano  | Rai        | Goñi III    | 22-11  |
| 07/04/02 | Uarkape, Mondragón                | Nagore     | Olaizola II | 22-11  |
| 07/04/02 | Municipal de Etxebarri, Echévarri | Armendariz | Barriola    | 12-22  |
| 31/03/02 | Santanape, Guernica               | Arretxe    | Agirre      | 16-22  |
| 31/03/02 | Gurea, Azcoitia                   | Errasti    | Errandonea  | 22-11  |

## Octavos de final
| Fecha    | Frontón y localidad | Rojo     | Azul     | Tanteo |
| -------- | ------------------- | -------- | -------- | ------ |
| 16/04/02 | Astelena, Éibar     | Goñi II  | González | 22-04  |
| 13/04/02 | Izarraitz, Azpeitia | Elkoro   | Rai      | 11-22  |
| 21/04/02 | Labrit, Pamplona    | Barriola | Nagore   | 22-10  |
| 14/04/02 | Santanape, Guernica | Errasti  | Agirre   | 22-16  |

## Cuartos de final
| Fecha    | Frontón y localidad      | Rojo    | Azul     | Tanteo |
| -------- | ------------------------ | ------- | -------- | ------ |
| 29/04/02 | Astelena, Éibar          | Goñi II | Rai      | 21-22  |
| 28/04/02 | Atano III, San Sebastián | Errasti | Barriola | 18-22  |

## Semifinales
| Fecha    | Frontón y localidad      | Rojo   | Azul     | Tanteo |
| -------- | ------------------------ | ------ | -------- | ------ |
| 13/05/02 | Astelena, Éibar          | Eugi   | Rai      | 22-11  |
| 12/05/02 | Atano III, San Sebastián | Beloki | Barriola | 22-12  |

## Final
| Fecha    | Frontón y localidad      | Rojo | Azul   | Tanteo |
| -------- | ------------------------ | ---- | ------ | ------ |
| 03/06/02 | Atano III, San Sebastián | Eugi | Beloki | 10-22  |

- Datos: Q8261084